# Tryonia adamantina
Tryonia adamantina är en snäckart som beskrevs av Dwight Willard Taylor 1987. Tryonia adamantina ingår i släktet Tryonia och familjen tusensnäckor. Inga underarter finns listade i Catalogue of Life.